# Alsomitra macrocarpa

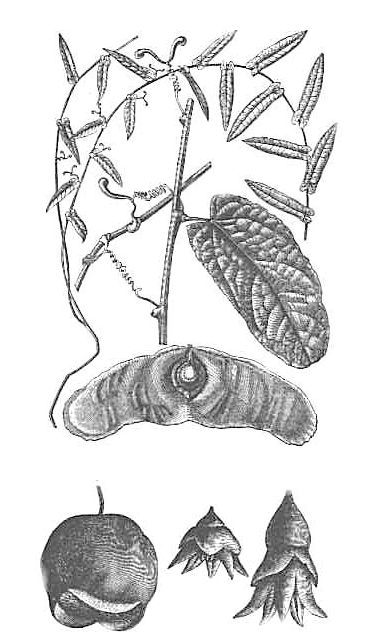
Apertura del fruto (algunos lleguan a 30cm de diámetro, abajo, a la izquierda), flores (abajo, a la derecha), semilla alada (centro), tallo entrelazado con hojas (arriba). Las imágenes no están a la misma escala. Meyers großes Konversationslexikon

El pepino de Java o liana de Borneo (Alsomitra macrocarpa) (nombre en que en latín significa "gran fruto de madera"), es un tipo de liana, perteneciente a la familia de las calabazas que proviene de los bosques tropicales asiáticos del Archipiélago malayo y las islas indonesias. Alsomitra es un género de con 34 especies de plantas con flores perteneciente a la familia Cucurbitaceae distribuidas en el sureste de Asia, Australia y América Del sur.
Los frutos o pepos son bastante llamativos, del tamaño de un balón de fútbol (aproximadamente 300 mm de diámetro) y con forma acampanada. Quedan suspendidos en el dosel del bosque y albergan, densamente empaquetadas, un gran número de semillas aladas. Cuando el fruto madura, las semillas caen por la parte baja y planean grandes distancias.
La planta fue descrita por primera vez con el nombre de Zanonia macrocarpa, en 1825, por Carl Ludwig Blume a partir del material que recogió del Montar Parang, en Java. En 1843 Max Joseph Roemer lo publicó bajo el nombre Alsomitra macrocarpa, incluyendo otras siete especies en el género que aún no estaban definidas. En 1881 Alfred Cogniaux ubicó la especie entre las Macrozanonia macrocarpa. El nombre actualmente aceptado es el de Roemer, Alsomitra macrocarpa.

## Propagación de las semillas
La semilla o sámara de esta especie es poco habitual, teniendo dos brácteas planas que se extienden a cada lado de la semilla para formar una ala, que la rodea y queda elevada un poco por detrás de ella. Cuando la semilla madura, el ala se seca y el borde externo se curva ligeramente hacia arriba. En ese momento la semilla cae y su forma aerodinámica permite un largo planeo desde el árbol. El ala tiene una envergadura de unos 13 cm y puede planear grandes distancias. La semilla se mueve por el aire como una mariposa en vuelo, ganando altura, parando y acelerando, en sucesivos impulsos, produciendo cierta elevación en un proceso denominado oscilación fugoide.
Antiguamente esta semilla se encontraba a menudo en las cubiertas de los barcos.
La estabilidad relativa de la semilla inspiró a Igo Etrich, un pionero de aviación temprana. Su coetáneo J.W. Dunne también estudió la semilla, pero la descartó porque no la consideraba estable direccionalmente.